# 3,7 cm PaK 36
Il cannone controcarri Pak 35/36, della Rheinmetall, fu il primo delle artiglierie moderne concepite per la lotta anticarro e venne impiegato con grande successo operativo nei primi 10 anni di servizio. Pensato nel 1925 per l'esercito tedesco, inizialmente aveva ruote in legno a raggi, poi sostituite con quelle in acciaio piene quando vennero sempre più diffusi i veicoli a motore.
Il nuovo cannone venne chiamato Pak 35/36, aveva una canna da 45 calibri, uno scudo ben inclinato, un peso assai limitato (440 kg in assetto di marcia, 328 in combattimento) e un settore di tiro di 59 gradi, -8/+25 gradi di alzo. Il proiettile con velocità iniziale 750 m/s, perforava 38mm a 30 gradi a 360 metri, e pesava 350 gr. Esistevano munizioni da 650 gr di tipo HE. La produzione, inizialmente limitata, esplose dopo l'avvento di Hitler al potere.
Il cannone fu ampiamente esportato: Etiopia (dove fu usato contro gli italiani), Italia ("cannone da 37/45"), Paesi Bassi, Unione Sovietica (M1930), Giappone (che in realtà catturò esemplari sia all'URSS che alla Cina nazionalista, ridenominandoli "cannone Tipo 97"), e fu esaminato dai tecnici statunitensi per la loro arma di pari calibro.

## Impiego nella seconda guerra mondiale
Durante il primo anno della seconda guerra mondiale venne usato con successo, sia come arma trainata, che come cannone per carro armato con il nome di 3,7 cm KwK 36 (montato principalmente sul Panzer III).
La mobilità e la tattica aggressiva dei reparti Pak sono state il motivo dei successi, anche contro i carri inglesi e francesi molto ben protetti (Char B1, SOMUA S35, Mk II Matilda) ma poco mobili che potevano essere attaccati ai fianchi e colpiti ai cingoli.
Anche in URSS il cannone ebbe successo, grazie alla leggera corazzatura dei carri T-26 e BT-7, che vennero sterminati nei loro contrattacchi contro le postazioni tedesche, rapidamente difese dai reparti mobili controcarri.
Contro il T-34 essi vennero pure usati, ma ormai la fase del cannone da 37 era terminata, e l'unico modo di fermare i nuovi mezzi sovietici era di sparare ai cingoli o all'anello di rotazione della torretta, cercando di bloccarla. Per la sua generale inefficacia contro la corazzatura dei T-34 venne soprannominato "bussaporte" (Heeresanklopfgerät) dai soldati tedeschi.
A quel punto giunse rapidamente l'esigenza di raddoppiare il calibro delle armi anticarro.
Nelle fasi finali della guerra venne ideata uno speciale proiettile che sparato da un proiettile da inserire all'esterno della bocca che poteva causare danni devastanti.
Si trattava di un proiettile a carica cava composto da un fusto con fori di sfogo e dotato di alette metalliche che ne dovevano stabilizzare la traiettoria, dato che il proiettile non aveva rotazione, l'ogiva conteneva per l'appunto una testata a carica cava con spoletta ultrasensibile: il proiettile non era avvitato ma semplicemente infilato sulla volata del 3,7 cm. All'interno del proiettile vi era una barra cilindrica, solidale al proiettile, che finiva all'interno della canna ed era dotata di guarnizione per non disperdere la potenza della carica di lancio. Il peso del proiettile era di 8,5 kg e la velocità in volata era di 110 m al secondo. Il cannone anticarro da 3,7 cm rimase in servizio di prima linea, apparentemente più a lungo del previsto, ma in realtà ciò era giustificato dall'introduzione di un nuovo proiettile denominato 3,7 cm Pak Pzgr 40 che aumentava la propria capacità di penetrazione del 30 per cento.